# Jacques Laffite
 Jacques-Henri Laffite  va ser un pilot de curses automobilístiques francès que va arribar a disputar curses de Fórmula 1.
Va néixer el 21 de novembre del 1943 a París, França.

## A la F1
Jacques Laffite va debutar a l'onzena cursa de la temporada 1974 (la 25a temporada de la història) del campionat del món de la Fórmula 1, disputant el 4 d'agost del 1974 el GP d'Alemanya al circuit de Nürburgring.
Va participar en un total de cent vuitanta curses de F1, disputades en tretze temporades consecutives (1974 - 1986), aconseguint guanyar un total de sis curses (amb 32 podis) i assolí un total de 228 punts pel campionat del món de pilots.

## Resultats a la Fórmula 1
| Any  | Equip                      | Xassís   | Motor   | 1         | 2       | 3         | 4         | 5       | 6        | 7       | 8       | 9       | 10      | 11      | 12      | 13      | 14      | 15      | 16      | 17    | Posició | Punts |
| ---- | -------------------------- | -------- | ------- | --------- | ------- | --------- | --------- | ------- | -------- | ------- | ------- | ------- | ------- | ------- | ------- | ------- | ------- | ------- | ------- | ----- | ------- | ----- |
| 1974 | Frank Williams Racing Cars | Williams | Ford    | ARG       | BRA     | SUD       | ESP       | BEL     | MON      | SUE     | HOL     | FRA     | GBR     | ALE Ret | AUT NC  | ITA Ret | CAN 15  | USA Ret |         |       | -       | 0     |
| 1975 | Frank Williams Racing Cars | Williams | Ford    | ARG Ret   | BRA 11  | SUD NC    | ESP       |         |          |         |         |         |         |         |         |         |         |         |         |       | 12è     | 6     |
| 1975 | Frank Williams Racing Cars | Williams | Ford    |           |         |           |           | MON NVQ | BEL Ret  | SUE     | HOL Ret | FRA 11  | GBR Ret | ALE 2   | AUT Ret | ITA Ret | USA NVS |         |         |       | 12è     | 6     |
| 1976 | Ligier Gitanes             | Ligier   | Matra   | BRA Ret   | SUD Ret | O.USA 4   | ESP 12    | BEL 3   | MON 12   | SUE 4   | FRA 14  | GBR Ret | ALE Ret | AUT 2   | HOL Ret | ITA 3   | CAN Ret | USA Ret | JAP 7   |       | 7è      | 20    |
| 1977 | Ligier Gitanes             | Ligier   | Matra   | ARG NC    | BRA Ret | SUD Ret   | O.USA 9   | ESP 7   | MON 7    | BEL Ret | SUE 1   | FRA 8   | GBR 6   | GER Ret | AUT Ret | HOL 2   | ITA 8   | USA 7   | CAN Ret | JAP 5 | 10è     | 18    |
| 1978 | Ligier Gitanes             | Ligier   | Matra   | ARG 16    | BRA 9   | SUD 5     | O.USA 5   |         | BEL 5    |         |         |         |         |         |         |         |         |         |         |       | 8è      | 19    |
| 1978 | Ligier Gitanes             | Ligier   | Matra   |           |         |           |           | MON Ret |          | ESP 3   | SUE 7   | FRA 7   | GBR 10  | ALE 3   | AUT 5   | HOL 8   | ITA 4   | USA 11  | CAN Ret |       | 8è      | 19    |
| 1979 | Ligier Gitanes             | Ligier   | Ford    | ARG 1     | BRA 1   | SUD Ret   | O.USA Ret | ESP Ret | BEL 2    | MON Ret | FRA 8   | GBR Ret | ALE 3   | AUT 3   | HOL 3   | ITA Ret | CAN Ret | USA Ret |         |       | 4t      | 36    |
| 1980 | Equipe Ligier Gitanes      | Ligier   | Ford    | ARG Ret   | BRA Ret | SUD 2     | O.USA Ret | BEL 11  | MON 2    | FRA 3   | GBR Ret | ALE 1   | AUT 4   | HOL 3   | ITA 9   | CAN 8   | USA 5   |         |         |       | 4t      | 34    |
| 1981 | Equipe Talbot Gitanes      | Ligier   | Matra   | O.USA Ret | BRA 6   | ARG Ret   | RSM Ret   | BEL 2   | MON 3    | ESP 2   | FRA Ret | GBR 3   | ALE 3   | AUT 1   | HOL Ret | ITA Ret | CAN 1   | LVG 6   |         |       | 4t      | 44    |
| 1982 | Equipe Talbot Gitanes      | Ligier   | Matra   | SUD Ret   | BRA Ret | O.USA Ret | SMR       | BEL 9   |          | E.USA 6 | CAN Ret |         |         |         |         |         |         |         |         |       | 17è     | 5     |
| 1982 | Equipe Talbot Gitanes      | Ligier   | Matra   |           |         |           |           |         | MON Ret  |         |         | HOL Ret | GBR Ret | FRA 14  | ALE Ret | AUT 3   | SUI Ret | ITA Ret | LVG Ret |       | 17è     | 5     |
| 1983 | TAG Williams               | Williams | Ford    | BRA 4     | O.USA 4 | FRA 6     | SMR 7     | MON Ret | BEL 6    | E.USA 5 | CAN Ret | GBR 12  | ALE 6   | AUT Ret | HOL Ret | ITA DNQ | EUR DNQ |         |         |       | 11è     | 11    |
| 1983 | TAG Williams               | Williams | Honda   |           |         |           |           |         |          |         |         |         |         |         |         |         |         | SUD Ret |         |       | 11è     | 11    |
| 1984 | Saudia Williams Honda      | Williams | Honda   | BRA Ret   | SUD Ret | BEL Ret   | SMR Ret   | FRA 8   | MON 8    | CAN Ret | E.USA 5 | USA 4   |         |         |         |         |         |         |         |       | 14è     | 5     |
| 1984 | Saudia Williams Honda      | Williams | Honda   |           |         |           |           |         |          |         |         |         | GBR Ret | ALE Ret | AUT Ret | HOL Ret | ITA Ret | EUR Ret | POR 14  |       | 14è     | 5     |
| 1985 | Equipe Ligier Gitanes      | Ligier   | Renault | BRA 6     | POR Ret | SMR Ret   | MON 6     | CAN 8   | E.USA 12 | FRA Ret | GBR 3   | ALE 3   | AUT Ret | HOL Ret | ITA Ret | BEL 11  | EUR Ret | SUD     | AUS 2   |       | 9è      | 16    |
| 1986 | Equipe Ligier              | Ligier   | Renault | BRA 3     | ESP Ret | SMR Ret   | MON 6     | BEL 5   | CAN 7    | E.USA 2 | FRA 6   | GBR Ret | ALE     | HUN     | AUT     | ITA     | POR     | MEX     | AUS     |       | 8è      | 14    |

### Resum
| Curses: | Victòries: | Pòdiums: | Poles: | Voltes ràpides: | Punts: |
| ------- | ---------- | -------- | ------ | --------------- | ------ |
| 180     | 6          | 32       | 7      | 6               | 228    |